# Charles Jewtraw
Charles Henry Jewtraw  (* 5. Mai 1900 in Harkness, Clinton County, New York; † 26. Januar 1996 in Palm Beach, Florida) war ein US-amerikanischer Eisschnellläufer, der das erste Gold bei Olympischen Winterspielen gewann.

## Werdegang
Jewtraw gewann am 26. Januar 1924 bei den Olympischen Spielen in Chamonix die Goldmedaille über 500 Meter und wurde damit, da dies die Eröffnungsveranstaltung der ersten Olympischen Winterspiele war, der erste Sieger bei Winterspielen überhaupt. Falsch wäre jedoch die Formulierung "erster Olympiasieger in einer Wintersportart", da mehrere Wintersportarten vorher bei Sommerspielen ausgetragen wurden, wie etwa Eiskunstlauf.
Jewtraws Olympiasieg blieb der einzige der USA bei den Winterspielen in Chamonix.
Seine Siegerzeit über 500 Meter betrug 44,0 Sekunden. Er startete auch über 1500 Meter und 5000 Meter, konnte über diese Distanzen jedoch keine Medaillen erringen.
Nach den Olympischen Spielen beendete Jewtraw seine Laufbahn als Eisschnellläufer und begann in New York City eine Arbeit als Handelsvertreter beim Sportartikelhersteller Spalding.
Jewtraw starb 95-jährig in Florida.